# Xã Hanover, Quận Washington, Pennsylvania
Xã Hanover (tiếng Anh: Hanover Township) là một xã thuộc quận Washington, tiểu bang Pennsylvania, Hoa Kỳ. Năm 2010, dân số của xã này là 2.673 người.